# 160013 Elbrus
160013 Elbrus este un asteroid din centura principală de asteroizi.

## Descriere
160013 Elbrus este un asteroid din centura principală de asteroizi. A fost descoperit pe 29 septembrie 1973 la Observatorul Palomar de Cornelis Johannes van Houten, Ingrid van Houten-Groeneveld și Tom Gehrels. Asteroidul prezintă o orbită caracterizată de o semiaxă mare de 3,24 ua, o excentricitate de 0,29 și o înclinație de 0,1° în raport cu ecliptica.